# 성은정사
성은정사(城隱精舍)는 대한민국 전북특별자치도 장수군 산서면 봉서리에 있는 조선시대의 건축물이다. 2015년 6월 3일 장수군의 향토문화유산 제2호로 지정되었다.

## 개요
성은정사는 1709년 정석후가 만년에 은거하면서 후학들을 가르칠 목적으로 창건한 건물이다. 성은정사는 300여년의 역사를 지니고 있으며 보존상태가 전체적으로 양호하고 구조수법이 건실하다.